# 1876 en Nouvelle-Écosse
Chronologie de la Nouvelle-Écosse
- 1872
- 1873
- 1874
- 1875
- 1876
- 1877
- 1878
- 1879
- 1880

Cette page concerne les événements survenus en 1876 dans la province canadienne de la Nouvelle-Écosse.

## Politique
- Premier ministre : Philip Carteret Hill (Parti libéral)
- Chef de l'Opposition : Simon H. Holmes (Parti conservateur)
- Lieutenant-gouverneur : Adams George Archibald
- Législature : 26e (en)

## Événements
- 21 septembre : le conservateur Charles James Campbell (en) remporte l'élection partielle fédérale de Victoria à la suite de la démission du libéral Barclay Edmund Tremaine (en).

## Décès
- 27 juillet : Thomas Louis Connolly, archevêque de Halifax.